# Parsons (Familienname)
Parsons ist ein englischer Familienname.

## Namensträger

### A
- Alan Parsons (* 1948), britischer Musiker
- Alan Parsons (Badminton) (* um 1940), südafrikanischer Badmintonspieler
- Albert Parsons (1848–1887), US-amerikanischer Arbeiterführer
- Alex Parsons (Footballspieler) (* 1987), US-amerikanischer American-Football-Spieler
- Alex Parsons (Fußballspieler, 1992) (* 1992), englischer Fußballspieler
- Alex Parsons (Fußballspieler, 2000) (* 2000), australischer Fußballspieler
- Alfred Parsons (Maler) (1847–1920), britischer Maler
- Alfred Parsons (Diplomat) (1925–2010), australischer Diplomat
- Andrew Parsons (Politiker) (1817–1855), US-amerikanischer Politiker (Michigan)
- Andrew Parsons (Sportfunktionär) (* 1977), brasilianischer Sportfunktionär und Präsident des Internationalen Paralympischen Komitees
- Ann Parsons (* um 1945), südafrikanische Badmintonspielerin
- Anthony Derrick Parsons (1922–1996), britischer Diplomat
- Azure Parsons (* 1984), US-amerikanische Schauspielerin

### B
- Benny Parsons (1941–2007), US-amerikanischer Autorennfahrer
- Betty Parsons (1900–1982), US-amerikanische Malerin und Galeristin

### C
- Chandler Parsons (* 1988), US-amerikanischer Basketballspieler
- Charles Parsons (Ingenieur) (1854–1931), britischer Maschinenbauer
- Charles Parsons (Philosoph) (1933–2024), US-amerikanischer Mathematiker und Philosoph
- Charles L. Parsons (1867–1954), US-amerikanischer Chemiker
- Charles Wynford Parsons (1901–1950), britischer Zoologe
- Chuck Parsons (1924–1999), US-amerikanischer Autorennfahrer
- Claire Parsons (* 1993), luxemburgische Jazz-Sängerin und Musikerin
- Claude V. Parsons (1895–1941), US-amerikanischer Politiker

### D
- Daisy Parsons (1890–1957), englisch-britische Suffragette und Politikerin
- Dominic Parsons (* 1987), britischer Skeletonpilot
- Donald James Parsons (1922–2016), US-amerikanischer Geistlicher, Bischof von Quincy

### E
- Edward Smith Parsons (1863–1943), US-amerikanischer Hochschullehrer
- Edward Y. Parsons (1842–1876), US-amerikanischer Politiker
- Eli Parsons (18841945), US-amerikanischer Mittelstreckenläufer und Sprinter
- Eliza Parsons (geb. Eliza Phelp; 1739–1811), englische Schriftstellerin
- Elizabeth Parsons (1846–1924), neuseeländische Sängerin
- Elsie Clews Parsons (1875–1941), US-amerikanische Soziologin und Anthropologin
- Eric Parsons (1923–2011), englischer Fußballspieler
- Estelle Parsons (* 1927), US-amerikanische Schauspielerin

### F
- Frances Theodora Parsons (1861–1952), US-amerikanische Naturforscherin und Autorin
- Frank Parsons (Sozialreformer) (1854–1908), US-amerikanischer Jurist, Ingenieur und Sozialreformer
- Frank Parsons junior (1906–1957), US-amerikanischer Sportschütze
- Frank Parsons (Eiskunstläufer) (1931–2015), australischer Eiskunstläufer
- Frank Alvah Parsons (1866–1930), US-amerikanischer Designer
- Frank Elliot Parsons (1882–1968), australischer Ornithologe
- Frederick Gymer Parsons (1863–1943), britischer Anatom

### G
- Gene Parsons (* 1944), US-amerikanischer Countrymusiker
- Geoff Parsons (* 1964), britischer Hochspringer
- Geoffrey Parsons (1929–1995), australischer Pianist
- Gram Parsons (1946–1973), US-amerikanischer Countrymusiker

### H
- Herbert Parsons (1869–1925), US-amerikanischer Politiker

### J
- James Parsons (Mediziner) (1705–1770), englischer Arzt, Antiquar und Autor
- James Parsons (Politiker) (1724–1779), US-amerikanischer Politiker
- James Parsons (Rugbyspieler) (* 1986), neuseeländischer Rugby-Union-Spieler
- James A. Parsons († 1945), US-amerikanischer Politiker
- James Benton Parsons (1911–1993), US-amerikanischer Jurist
- James K. Parsons (1877–1960), US-amerikanischer Offizier
- Jennifer Parsons, Schauspielerin
- Jim Parsons (James Joseph Parsons; * 1973), US-amerikanischer Schauspieler
- John Parsons (Musiker) (* 1954), walisischer Gitarrist
- John Parsons (Mörder) (* 1971), US-amerikanischer Mörder und Gefängnisausbrecher
- John Parsons (Mediziner) (1742–1785), britischer Mediziner
- John T. Parsons (1913–2007), US-amerikanischer Ingenieur
- John Whiteside Parsons (1914–1952), US-amerikanischer Raketeningenieur
- Johnnie Parsons (1918–1984), US-amerikanischer Automobilrennfahrer
- Johnny Parsons (* 1944), US-amerikanischer Automobilrennfahrer

### K
- Karyn Parsons (* 1966), US-amerikanische Schauspielerin
- Kenneth Parsons (* um 1950), südafrikanischer Badmintonspieler

### L
- Laurie Parsons (* 1959), Künstlerin des Minimalismus
- Lawrence Parsons, 4. Earl of Rosse (1840–1908), irischer Astronom
- Lawrence Worthington Parsons (1850–1923), britischer Generalleutnant
- Lewis Parsons (1817–1895), US-amerikanischer Politiker (Alabama)
- Liam Parsons (* 1977), kanadischer Ruderer
- Longineu Parsons (* 1950), US-amerikanischer Jazzmusiker
- Lorenza Izzo Parsons (* 1989), chilenische Schauspielerin und Model, siehe Lorenza Izzo
- Louella Parsons (1881–1972), US-amerikanische Reporterin
- Lucy Parsons († 1942), Persönlichkeit der US-amerikanischen Arbeiterbewegung, radikale Sozialistin und Anarchokommunistin

### M
- Malik Parsons (* 1999), US-amerikanischer Basketballspieler
- Marcia Parsons (* 1948), kanadische Eisschnellläuferin
- Mark Parsons (Physiker), Physiker und Hochschullehrer
- Mark Parsons (Animator), Animator
- Mark Parsons (Fußballtrainer), US-amerikanischer Fußballtrainer
- Micah Parsons (* 1999), US-amerikanischer American-Football-Spieler
- Michael Edward Parsons (* 1938), britischer Komponist
- Milton Parsons (1904–1980), US-amerikanischer Schauspieler
- Mona Parsons (1901–1976), kanadische Widerstandskämpferin

### N
- Nancy Parsons (1942–2001), US-amerikanische Schauspielerin
- Nate M. Parsons (1888–1945), US-amerikanischer Politiker
- Nathan Parsons (* 1988), australisch-amerikanischer Schauspieler
- Nicholas Parsons (1923–2020), britischer Schauspieler und Moderator

### P
- Peter J. Parsons (1936–2022), britischer Altphilologe und Papyrologe

### R
- Rachel Parsons (Eiskunstläuferin) (* 1997), US-amerikanische Eiskunstläuferin
- Rachel Parsons (Ingenieurin) (1885–1956), britische Ingenieurin und politische Aktivistin
- Richard Parsons (Skilangläufer) (1910–1999), US-amerikanischer Skilangläufer
- Richard C. Parsons (1826–1899), US-amerikanischer Politiker
- Richard Dean Parsons (1948–2024), US-amerikanischer Manager und Wirtschaftsjurist
- Richard Godfrey Parsons (1882–1948), britischer Bischof
- Riley Parsons (* 2000), englischer Snookerspieler
- Robert Parsons (Komponist) (um 1535–1572), englischer Komponist
- Robert Parsons (Jesuit) (1546–1610), englischer Jesuit und Politiker
- Robert E. Parsons (1892–1966), US-amerikanischer Politiker
- Roger Parsons (1926–2017), britischer Chemiker
- Roger White-Parsons (* 1960), neuseeländischer Ruderer

### S
- Sam Parsons (Leichtathlet) (* 1994), US-amerikanisch-deutscher Leichtathlet
- Sam Parsons (Badminton) (* 1995), englischer Badmintonspieler
- Sidney Parsons (* 1987), deutsche Basketballtrainerin und -spielerin
- Stephen W. Parsons (* um 1950), Komponist, Sänger und Musikproduzent

### T
- Talcott Parsons (1902–1979), US-amerikanischer Soziologe
- Terry Parsons (1935–1999), walisischer Snookerspieler
- Theophilus Parsons (Dichter), Dichter und Dramatiker
- Theophilus Parsons (Jurist, 1750) (1750–1813), US-amerikanischer Jurist und Richter
- Theophilus Parsons (Jurist, 1797) (1797–1882), US-amerikanischer Jurist und Hochschullehrer
- Timothy Parsons (Segler) (* 1952), Segler aus Hongkong
- Timothy H. Parsons (* 1962), US-amerikanischer Historiker
- Timothy R. Parsons (1932–2022), britisch-kanadischer Meeresbiologe und Ozeanograph
- Tony Parsons (Autor) (geboren 1953), britischer Autor
- Tony Parsons (Gitarrist), britischer Gitarrist

### W
- William Parsons (Komponist) (1745/1746–1817), britischer Musiker und Komponist
- William Parsons (Schauspieler) (Smiling Bill; 1878–1919), US-amerikanischer Schauspieler und Produzent
- William Parsons, 3. Earl of Rosse (1800–1867), irischer Astronom
- William Sterling Parsons (1901–1953), US-amerikanischer Marineoffizier